# Cupola di Yusuf
La cupola di Yusuf (in arabo قبة يوسف‎?, Qubbat Yusuf) è una cupola minore situata a sud della più importante cupola della Roccia sul monte del Tempio nella Città Vecchia di Gerusalemme.

## Storia
Fu costruita dal Saladino nel 1191 e restaurata numerose volte. La struttura riporta due iscrizioni, risalenti al XII e XVI secolo.
La prima, intagliata nel marmo, commemora la creazione della trincea appena fuori dalle mura da parte di Al-Asfahsalar Ali bin Ahmad al-Hikkari nel 1191, dopo la cacciata dei crociati dalla città. Il pannello di marmo su cui è incisa l'iscrizione non faceva parte della struttura iniziale ma fu collocato nella cupola probabilmente durante le opere di rinnovamento delle mura esterne da parte di Solimano il Magnifico nel 1537-1541.
L'incisione è composta da sei righe in scrittura naskh.

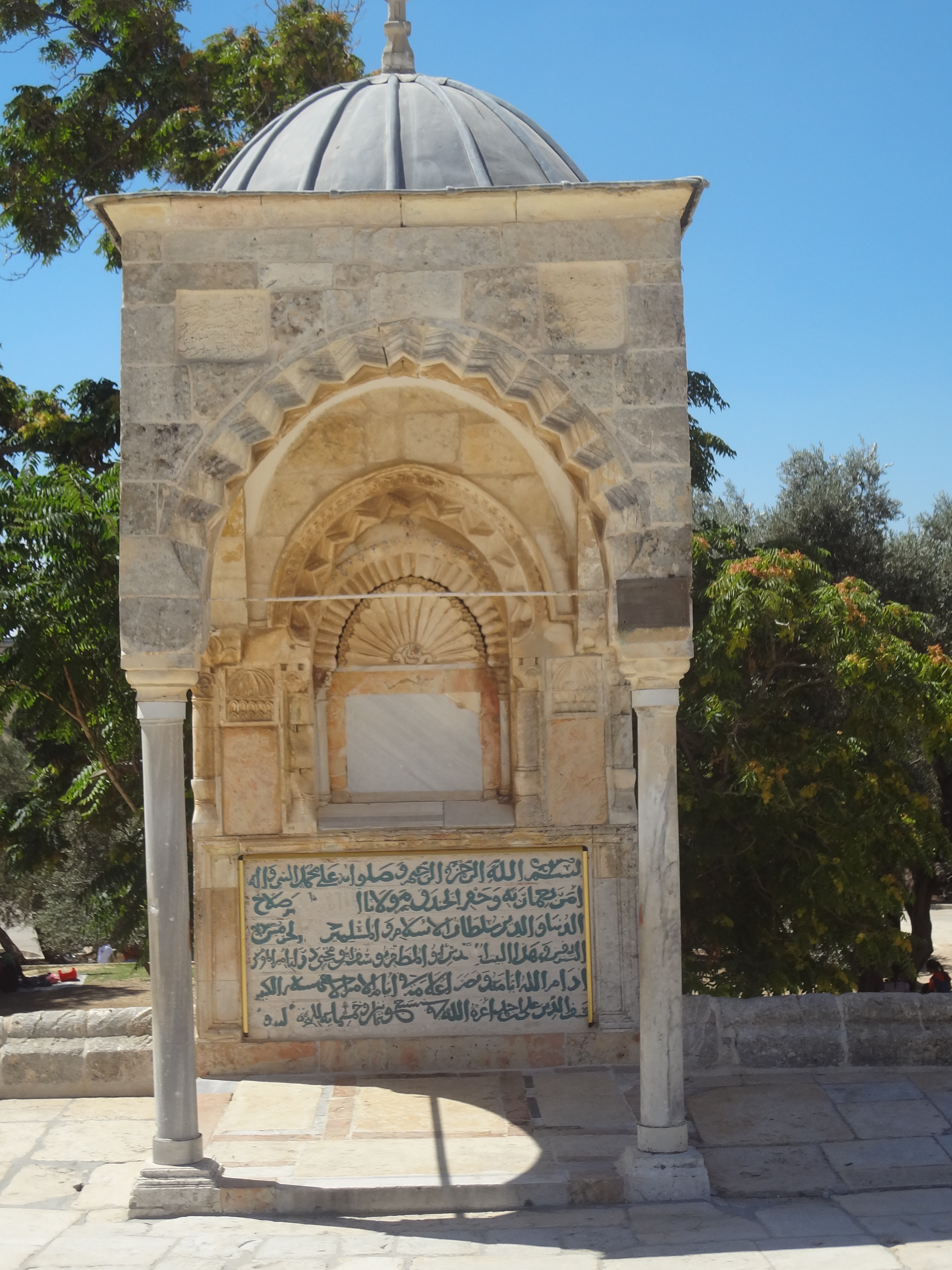
Vista frontale della cupola con l'iscrizione in evidenza

Benedizioni siano su Muhammad, il Profeta, e sulla sua famiglia.
L'ordine di costruire ciò e di scavare la trincea fu dato dal nostro capo, il Sovrano Vittorioso,
la Salvezza di questo mondo e della religione, Sultano dell'Islam e dei Musulmani,
Servitore dei due santuari sacri e di questa sacra dimora, Abu al-Muzaffar Yusuf bin Ayyub,
Restauratore dello Stato, Comandante dei Fedeli, Possa Dio allungare i suoi giorni e supportare la sua stella nei giorni del grande Amir, al-Asfahasalar Sayf al-Din Ali bin Ahmad, possa Dio rafforzarlo nell'anno AH 587 [c. 1191]»
La seconda iscrizione, del 1681 è in onore di Yusuf Agha, un eunuco del palazzo imperiale ottomano che si pensa possa aver ordinato i lavori di restauro della cupola nel XVII secolo.
Secondo alcuni, la cupola è dedicata al profeta Giuseppe.

## Architettura
Formata da una struttura rettangolare aperta su tre lati, poggia su un basso muro ed è sostenuta da tre archi ogivali aperti. Nel muro rivolto a sud è presente una piccola nicchia di marmo. L'esterno della cupola è ricoperto di sottili lamine di piombo, mentre l'interno è ornato con decorazioni geometriche.